# Naxalieten

Districten waar de Naxalieten actief zijn (2013)

De naxalieten (Hindi: नक्सलवाद , naksalavaad) zijn Indiase communistische groeperingen die ontstaan zijn als gevolg van het Rode schisma in de Indiase communistische beweging. Ideologisch gezien behoren ze tot verschillende stromingen binnen het maoïsme.

## Algemeen
De term naxalieten komt van het dorpje Naxalbari in het West-Bengaalse district Darjeeling, waar in 1967 een gewapende boerenopstand plaatsvond en de beweging had oorspronkelijk dan ook zijn machtsbasis in West-Bengalen. Ze leiden de naxalitisch-maoïstische opstand en strijden naar eigen zeggen tegen de discriminatie en voor betere rechten van werkloze en landloze boeren, de Adivasi (tribale bevolking van India) en de Dalits (kastelozen) en andere economisch achtergebleven bevolkingsgroepen.
Sinds het begin van de eenentwintigste eeuw voeren de ondergrondse groeperingen als de Communistische Partij van India (Maoïstisch) een guerrilla-oorlog op het platteland van Centraal- en Oost-India, in een gebied dat bekendstaat als de rode corridor. De naxalitisch-maoïstische opstand heeft in totaal meer dan 6000 mensenlevens opgeëist (2007) en tienduizenden mensen verdreven, waaraan niet alleen de naxalieten schuldig zijn, maar volgens Human Rights Watch ook de door de overheid gesteunde anti-naxalitische beweging Salwa Judum.
De Communistische Partij van India (Maoïstisch) en enkele andere naxalitische facties worden door de Indiase overheid als terroristische organisaties beschouwd.

## Geschiedenis

### Jaren 1960
De gewapende boerenopstand van 1967 in het West-Bengaalse Naxalbari werd aangevoerd door een radicale vleugel van de Communistische Partij van India (Marxistisch) (CPI(M)) onder leiding van Charu Majumdar en Kanu Sanyal, die een revolutionaire oppositie probeerden te ontwikkelen tegen de leiding van de CPI(M). De opstand begon op 25 mei 1967 toen een tribale boer werd aangevallen door huurlingen in verband met een landconflict. Plaatselijke boeren namen wraak door de plaatselijke grootgrondbezitters aan te vallen en het geweld escaleerde.
Majumdar bewonderde de Chinese Mao Zedong en pleitte ervoor dat de Indiase boeren en lagere kasten Mao moesten volgen, door de regering en de hogere kasten omver te werpen, die door Majumdar verantwoordelijk werden gesteld voor de slechte toestand van de eerder genoemde groepen. De Naxalitische beweging hield zijn inspiratie uit zijn geschriften, waarvan de beroemdste de Historic Eight Documents uit 1965 en 1966 waren die de basis vormen voor de naxalitische ideologie. In 1967 richtten de naxalieten het All India Coördinatiecomité van Communistisch Revolutionairen (AICCCR) op en braken daarna met de CPI(M). De AICCCR organiseerden opstanden in meerdere delen van India. In 1969 kwam uit de AICCCR de Communistische Partij van India (Marxistisch-Leninistisch) (CPI(ML)) voort. 
Praktisch alle naxalitische groeperingen komen voort uit de CPI(ML). Een aparte richting vanaf 1969 was het Maoïstisch Communistisch Centrum (MCC), die zich ontwikkelde uit de Dakshin Desh-groep. Een derde richting is die van de revolutionaire communisten uit Andhra Pradesh, die hoofdzakelijk werden gerepresenteerd door het Andhra Pradesh Coördinatiecomité van Communistisch Revolutionairen (APCCCR) van T. Nagi Reddy. Deze richting brak al in 1968 met de AICCCR.

### Jaren 1970
De naxalieten kregen na de 1969 ook veel aanhang onder de radicale delen van de studentenbeweging in Calcutta. Vele studenten verruilden hun opleiding voor revolutionaire activiteiten. Majumdar paste de tactieken van de CPI(ML) aan en meldde dat de revolutionaire strijd niet alleen op het platteland moet plaatsvinden, maar overal en spontaan. Dus Majumdars uitspraak dat individuele vijanden van de revolutie onschadelijk gemaakt moesten worden, werd niet alleen meer op grootgrondbezitters toegepast, maar ook op onder andere universitaire docenten, politiebeambten en politici.
In heel Calcutta werden onderwijsinstellingen gesloten. Naxalitische studenten namen bezit van de Jadavpur-universiteit en gebruikten de daar aanwezige technische voorzieningen om zelf vuurwapens te maken om daarmee met de politie te kunnen vechten. Hun hoofdkwartier werd het Presidency College. Vermoedelijk hebben zij ook de toenmalige vice-rector van de Jadavpur-universiteit, dr. Gopal Sen omgebracht.
De naxalieten vonden snel fervente aanhangers onder de hoogopgeleide elite en Delhi's prestigieuze St. Stephen's College, waar veel moderne Indiase leiders en denkers vandaan kwamen, werd een broeinest van naxalitische activiteiten.
De strategie van het op individuen gerichte geweld bleek echter al snel averechts te werken en uiteindelijk begon de Chief Minister van West-Bengalen, Siddhartha Shankar Ray maatregelen te nemen tegen de naxalieten. Tijdens deze in de schaduw van de Bevrijdingsoorlog van Bangladesh uitgevoerde tegenmaatregelen maakte de politie zich schuldig aan het schenden van meerdere burger- en mensenrechten van naxalieten, inclusief detentie zonder proces, marteling en het uitlokken van vuurwapengeweld (staged shootouts). Binnen een paar maanden was de opstand van de naxalieten neergeslagen. De opstand tastte het imago van de radicale maoïsten aan en hun aanhang nam af. Bovendien viel de beweging uit elkaar door interne onenigheden. Grote delen van de beweging begon kritiek te uiten op Majumdars ideeën en tactiek. In 1971 viel de CPI(ML) in twee delen uiteen, toen Satyanarayan Singh in opstand kwam tegen Majumdars leiderschap. In 1972 werd Majumdar gevangengenomen en tijdens zijn politiehechtenis overleed hij in de gevangenis van Alipore. Na zijn dood viel de beweging nog sneller uiteen. 

### Jaren 1980-90
Rond 1980 werd er geschat dat er zo'n dertig naxalitische groeperingen actief waren. Sommige groeperingen werden legaal, zoals de Communistische Partij van India (Marxistisch-Leninistisch) Bevrijding (CPI(ML)L). Andere groeperingen, zoals het Maoïstisch Communistisch Centrum (MCC), de Oorlog van het Volk (CPI(ML)PW of People's War Group) en de Communistische Partij van India (Marxistisch-Leninistisch) Janashakti gingen verder met de gewapende strijd.

### Eenentwintigste eeuw
In 2004 fuseerde het MCC met het Oorlog van het Volk (People's War Group) tot de Communistische Partij van India (Maoïstisch). Als gevolg van de activiteiten van deze nieuwe groepering hebben de naxalieten zich sindsdien geleidelijk aan over de economisch achtergebleven plattelandsgebieden van Centraal- en Oost-India verspreid, zoals West-Bengalen, Chhattisgarh en Andhra Pradesh. Hier plegen ze een groot aantal aanslagen op economische doelen en intimideren, terroriseren en vermoorden ze onder andere feodale grootgrondbezitters, overheidsfunctionarisen en afvalligen. Volgens de Indiase veiligheidsdienst R&AW waren er in april 2006 20.000 naxalieten actief en hun groeiende invloed bewoog de Indiase minister-president Manmohan Singh om de Naxalieten in april 2006 te bestempelen als de meest serieuze bedreiging voor India's nationale veiligheid.
Begin november 2008 kwam het dorp Lalgarh en omgeving, in het West-Bengaalse district Paschim Medinipur vrijwel volledig in handen van de naxalieten, nadat ze een mislukte aanslag hadden gepleegd op de West-Bengaalse Chief Minister Buddhadeb Bhattacharjee en een paar dagen later met behulp van de plaatselijke bevolking de plaatselijke politie hadden verdreven en wegblokkades hadden opgericht. De plaatselijke bevolking, vrijwel allemaal Adivasi, klaagde dat ze verwaarloosd waren door de West-Bengaalse regering en de naxalieten en de media maakten de vergelijking met de Naxalbari-opstand van 1967. Eind juli 2009 maakte een grootschalige operatie, geïnitieerd door de door de Communistische Partij van India (Marxistisch) geleide West-Bengaalse regering en met behulp van federale paramilitairen, een eind aan deze bijna acht maanden durende bezetting. De naxalieten probeerden ook de verkiezingen voor de Lok Sabha (lagerhuis) in april en mei 2009 te verstoren, onder andere door middel van verscheidene aanslagen. In lijn met de naxalitische ideologie riepen ze ook op tot boycot van deze landelijke verkiezingen.
De naxalieten hadden in juli 2009 in 180 districten, verspreid over tien staten, voet aan de grond, of 25% tot bijna 40% van het Indiaas grondgebied. De voornamelijk in de rode corridor actieve naxalieten oefenen controle uit over zo'n 92.000 km². De naxalieten krijgen steeds meer aanhang onder de arme plattelandsbevolking van deze gebieden. Volgens de Indiase overheid is de militaire leider van de naxalieten ene Kishanjee, de bijnaam voor Koteshawar Rao, en is de leider van de politieke tak ene Ganapathi. Veel is er echter niet bekend over deze nieuwe lichting leiders.